# Maassenia heydeni
Maassenia heydeni es una polilla de la familia Sphingidae. 
Se sabe que vuela desde Madagascar hasta las islas Comoras y Mayotte.
Su envergadura va de 50 a 80 mm. El margen exterior de las alas delanteras es ligeramente festonado. La parte superior de sus alas delanteras es color de tierra marrón, con áreas beige más pálidas. La banda intermedia y los puntos a lo largo de la costa son más pálidos. La banda basal es oscura marrón, curvada, sin alcanzar el margen interno.
Hay una línea difusa de color marrón oscuro que corre desde el centro de la costa hasta el tornus. El punto discal está compuesto por una mancha de plata de dos a tres puntas con los brazos dirigidos distalmente y un punto de plata redondeado más pequeño, que a veces está ausente. 
La parte inferior de la parte delantera es de color marrón con una banda de color naranja y una banda marginal más oscura.

## Subespecie
- Maassenia heydeni heydeni (Madagascar)
- Maassenia heydeni comorana Rothschild & Jordan, 1915 (Islas Comoras)

## Sinonimia
- Zonilia heydeni Saalmüller, 1878